# Debiganj
Debiganj är ett underdistrikt i Bangladesh. Det ligger i den nordvästra delen av landet, 300 km nordväst om huvudstaden Dhaka.
Trakten runt Debiganj består till största delen av jordbruksmark. Runt Debiganj är det tätbefolkat, med 947 invånare per kvadratkilometer.